# Rioseco (Baldornón)
Rioseco (en asturiano y oficialmente: Riosecu) es una aldea que pertenece a la parroquia de Baldornón en el concejo de Gijón (Principado de Asturias). Se encuentra a 345 m s. n. m. y está situado a 13,40 km de la capital del concejo, Gijón. 

## Población
En 2020 contaba con una población de 12 habitantes (INE 2020) repartidos en 13 viviendas.